# Руський Батальйон Гірських Стрільців
«Ру́ський Батальйо́н Гірськи́х Стрільці́в» (Руські гірські стрільці, нім. Ruthenisches Bergschützen-Corps, нім. Russiches Frey-Corps) — добровольчий (охотничий) український батальйон австрійської армії створений у 1849 році за ініціативи Головної Руської Ради, з метою охорони карпатських переходів на Угорщину, де вибухнуло повстання проти Австрії. Вважається за останню українську військову формацію у XIX сторіччі.

## Історія
За часи революційних подій Березневої революції 1848 року австрійський імператор Фердинанд I вимушений був створити на теренах Австрійської імперії національні гвардії, що за урядовим статутом мали бути «обороною конституційного монарха, запорукою конституції й законів». Наприкінці 1848 року, австрійський уряд також сформував спеціальну селянську оборону на галицькому Підкарпатті, що мала на меті не допустити угорських повстанців до Галичини.
У 1849 році за ініціативи Головної Руської Ради було утворено батальйон руських гірських стрільців, для придушення угорського повстання. У батальйоні налічувалося 1 400 осіб, хоч оголошених охотників налічувалося 3 460 осіб. Батальйон складався з 6-ти сотень. Більшість старшин були українцями, батальйон мав свою уніформу.
Руський Батальйон вишколювався до вересня у Львові, згодом його вислано до м. Кошиці на Словаччину, де він виконував допоміжну охоронну службу, бо угорське повстання було вже придушене.
У січні 1850 року батальйон було переведено до Перемишля, та розпущено. Особовий склад демобілізовано.

## Однострій
Ініціатори створення батальйону проектували для підрозділу народний одяг: короткі гірські сірячки з синьо-жовтими вилогами, червоні або сині штани, ходачки та крисаня, до того ташка, ремінь з ладівницею.
Пізніше стрільці отримали іншій однострій: капелюх синій складаний з великим дашком, та жовтим обшиттям. Однострій («кабат») червоного кольору з стоячим коміром та синьою облямівкою та одним рядом золотистих ґудзиків. Штани сині, з жовтими лампасами. За зброю були карабіни, та довгі багнети. Старшини мали довгі шаблі.